# George Donald Mairs
George Donald Mairs (Scotia, 21 mei 1910 – Stuart, 31 maart 1993) was een Amerikaans componist, muziekpedagoog, dirigent en trombonist.

## Levensloop
Mairs studeerde aan de Ithaca College School of Music in Ithaca en behaalde zijn Bachelor of Music. Vervolgens studeerde hij aan de Universiteit van Michigan in Ann Arbor en behaalde aldaar zijn Master of Music. Hij was vanaf 1944 muziekdocent aan de Teaneck High School en was eveneens dirigent van het schoolharmonieorkest. In deze periode organiseerde hij een concertreeks in de zomermaanden. Diverse malen was hij ook dirigent van de All Star Band New Jersey en in 1961 van het regionale schoolharmonieorkest van de North Jersey School Music Association.
Mairs werkte als trombonist in verschillende bigbands mee en speelde samen met Les Brown en Les en Larry Elgart.
Als componist schreef hij verschillende werken voor harmonieorkest en bigband, waarvan zijn Prelude and Theme uit 1961 destijds nog veel gespeeld wordt. Verder bewerkte hij het Prelude in E♭ minor, op. 34, nr. 14 van Dmitri Sjostakovitsj voor harmonieorkest.